# Hilde Vandermeeren
Hilde Vandermeeren, née à Waregem le 25 septembre 1970, est une autrice belge néerlandophone de livres pour enfants et adolescents et de thrillers. Après plusieurs années consacrées à la littérature pour la jeunesse, elle se spécialise dans les thrillers psychologiques et devient rapidement une voix majeure dans l'écriture policière flamande.
Depuis ses débuts en littérature, elle a publié plus de quarante livres pour enfants et adolescents, dont plusieurs sont traduits en danois, allemand, coréen, chinois, espagnol et peu en français.
Elle remporte plusieurs prix littéraires aussi bien pour ses livres pour enfants que pour ses romans policiers, dans différents pays, parmi lesquels, un Zilveren Griffel (nl), un Boekenleeuw (nl), un Prix Hercule Poirot (nl) et un White Ravens de la Bibliothèque internationale pour la jeunesse (de).

## Biographie
Hilde Vandermeeren est née le 25 septembre 1970 à Waregem. Enfant, elle dévore les livres de la bibliothèque locale et se passionne pour Agatha Christie et Roald Dahl qui deviendront ses principales sources d'inspiration. Elle étudie la psychologie à la Katholieke Universiteit de Louvain. Elle travaille dans l'enseignement secondaire. En 2006, elle abandonne l'enseignement pour se consacrer entièrement à l'écriture,.
Elle commence par écrire des romans pour enfants et adolescents. Ce n'est qu'en 2013, qu'elle publie Als alles duister wordt et remporte le Prix Hercule Poirot (nl)  la même année. Après cela, elle publie De toeschouwers (2014), Stille grond (2015) et Scorpio (2016). Stille grond fait partie de la liste restreinte Gouden Strop (nl) en 2016 . La société de production Eyeworks Belgium acquiert les droits de ce roman en vue d'en faire une adaptation au cinéma.
Sa nouvelle The Lighthouse paraît dans le numéro de mars/avril 2016 d'Ellery Queen's Mystery Magazine, premier magazine américain pour les fans de thriller.
Le thriller Schemerzone paraît en juin 2017. Il remporte le prix Hercule Poirot 2017, le prix du meilleur roman policier flamand de l'année écoulée. Depuis 2018, Vandermeeren est ambassadrice de Narcolepsie Vlaanderen vzw. Ce trouble du sommeil est traité dans Twilight Zone .
En 2018 paraît Rusteloos, premier volet d'une trilogie écrite en collaboration avec l'avocat pénaliste Walter Damen (nl), suivi de Bodemloos (2019) et Meedogenloos (2020). L'œuvre, commandée par l'éditeur, s'inspire d'affaires judiciaires en accordant une large place à l'évolution psychologique des personnages avec une description de l'atmosphère impitoyable et de la concurrence dans le monde juridique.
Cette trilogie et d'autres romans d'Hilde Vandermeeren font partie du projet international DETECt de la KU Leuven, une collaboration entre 18 universités européennes, chaînes de télévision et professionnels du secteur créatif.
Après la parution de Meedogenloos, Hilde Vandermeeren annonce vouloir arrêter d'écrire et retourner à l'enseignement. Parmi ses raisons elle cite la baisse des ventes de livres et la médiocre reconnaissance des autrices de thrillers :« 85 % des lecteurs de thrillers sont des femmes et si vous voyez que les critiques sont presque exclusivement des hommes, alors les livres sont jugés à travers une lentille masculine. J'espère qu'à l'avenir, plus de lunettes féminines seront portées. En fait, les lecteurs y ont droit. ». En 2021, cependant, il semble qu'elle se soit remise à écrire.
Une trentaine de ses livres ont été traduits. Hilde Vandermeeren est parfois appelée la Nicci French des plats pays.
Hilde Vandermeeren est mariée et a deux filles. Elle vit à Torhout.

### Style
Hilde Vandermeeren donne la priorité à la profondeur psychologique et à l'interaction des personnages, utilisant sa formation de psychologue. Elle s'intéresse principalement à la motivation de ses personnages et au rôle joué par les circonstances dans leurs décisions. Elle exploite aussi les connaissances scientifiques sur le fonctionnement de notre cerveau.

## Récompenses et nominations

### Livres pour adultes
- 2013 : Prix Hercule Poirot (nl), prix du public pour Als alles duister wordt[14]
- 2017 : 
  - The Lightgouse, finaliste du Derringer Award dans la catégorie Meilleure nouvelle, États-Unis [15]
  - Prix Hercule Poirot  pour Schemerzone[16]
- 2018 : nomination au prix LZWL de la VRT, catégorie Thrillers et policiers pour Pas op voor de buren[17]
- 2022 : Sélection de The Scorpion's Head (Scorpio), trad. de Laura Watkinson, pour le CWA Dagger for Crime Fiction in Translation[18]

### Livres pour la Jeunesse
- 2002 : Woord- en Beeldprijs, Pays-Bas pour Een huis om in te verdwalen[19]
- 2004 : Troisième place au Kinder- en Jeugdjury Vlaanderen pour Krullen
- 2005 : Griffel d'argent (nl), Pays-Bas pour De twaalfde man [20]
- 2006 : 
  - Vlag en Wimpel (nl), Pays-Bas pour Het kistje van Cleo[21]
  - Troisième place au Kinder- en Jeugdjury Vlaanderen
- 2007 : 
  - Boekenwelp (nl) pour Van een kind dat tikkertje speelt met de wind[22]
  - White Raven pour Mijn eerste sprookjesgroeiboek ik lees het zelf! [23]
- 2009 : 
  - Plaque de bronze du prix d'honneur de la littérature de Flandre occidentale, catégorie livre jeunesse et jeunesse
  - Plaque d'argent du prix d'honneur de la littérature de Flandre occidentale, catégorie livre jeunesse et jeunesse
- 2013 : Vlag en Wimpel, Pays-Bas pour Camping zeevos[24]

### Distinctions générales
- 2009 : Gouden Feniks
- 2014 : ambassadrice culturelle de la ville de Tourhout[25]
- 2017 : Prix Juliaan Claerhout du Conseil culturel de Wielsbeke
- 2020 :  Life time achievement award, prix culturel de Torhout

- 2021 : citoyenne d'honneur de la ville de Tourhout. Elle est la première femme à recevoir cette distinction[26],[25].

## Publications

### Livres pour enfants traduits en français
- avec Florence Wauters (ill.), Geneviève Rousseau (adapt.), Frites ou Tentacules, Averbode, 2011
- avec Ann De Bode (ill.), Benoît Coppée (adapt.), L'Intrus, Averbode, 2007
- avec Aart Cornelissen (ill.), Philippe Lenoir (adapt.), Mademoiselle virtuelle, 2008

### Livre pour Adultes en néerlandais
- Als alles duister wordt, Querido, 2013  (ISBN 978-9021446813)
- De toeschouwers, Q, 2014  (ISBN 978-9021455938)
- Stille grond, Q, 2015  (ISBN 978-9021458632)
- Scorpio, Q, 2016  (ISBN 978-9021402420)
- Schemerzone, Q, 2017  (ISBN 978-9021403991)
- Pas op voor de buren, Q, 2018  (ISBN 978-9021408125)
- avec Walter Damen, Rusteloos, Pelckmans, 2018  (ISBN 978-9461317681)
- avec Walter Damen, Bodemloos, Pelckmans, 2019  (ISBN 978-9461319395)
- avec Walter Damen, Meedogenloos, Pelckmans, 2020  (ISBN 978-9463831062)

### Livres pour la jeunesse en néerlandais
- avec Wout Olaerts (ill.), Een vroege zomer, Davidsfonds, 2001  (ISBN 978-9065659828)
- avec Dorus Brekelmans (ill.), Een huis om in te verdwalen, Davidsfonds, 2002  (ISBN 978-9059080133)
- avec Marjolein Pottie (ill.), De twaalfde man, De Eeenhorn, 2006  (ISBN 978-9058382313)
- avec Tim Polfliet (ill.), Krullen, Davidsfonds, 2003,  (ISBN 978-9059080577)
- avec Harmen Van Straaten (ill.), Het kistje van Cleo, Davidsfonds, 2007  (ISBN 978-9059081307)
- avec Rosemarie De Vos (ill.), Mijn eerste sprookjesgroeiboek ik lees het zelf!, Callenbach, 2006  (ISBN 978-9077942208)
- Avec Jan De Kinder (ill.), Van een kind dat tikkertje speelt met de wind, De Eenhorn, 2006  (ISBN 978-9058383624)